# Musa Otieno
Musa Otieno est un footballeur international kényan devenu entraîneur né le 29 décembre 1973 à Nairobi. Il évoluait au poste de défenseur ou de milieu défensif.

## Biographie

### En sélection nationale
Il honore sa première sélection avec le Kenya en 1993 à 19 ans contre le Zaïre. 
Il participe à la CAN 2004 en Tunisie.